# Stop motion
Stop-motion (engelsk stop motion uden bindestreg) er en filmteknik, hvor man bruger dukker eller ler (eller andre ting) til at animere med. Teknikken fungerer ved at der tages et billede, objektet flyttes, der tages endnu et billede, objektet flyttes og der tages endnu et billede osv. Normalt bruges 24 billeder i sekundet. I nogle stop-motion-film bruges figurer af modellervoks. Man kan også lave stop-motion med levende mennesker, der flytter sig en smule mellem hvert billede, eller som i Cirkeline med flade tegninger der klippes ud og flyttes i forhold til hinanden (flyttefilm).
Teknikken kan både bruges til virkelige figurer, såsom dyr og mennesker, og til overnaturlige/mytologiske væsener i horror- og eventyrfilm. I nogle film klippes stop-motion-effekterne sammen med optagelser af levende skuespillere, f eks. kæmpeaben og kvinden med det lyse hår i King Kong (1933) og slutningen af Sam Raimis The Evil Dead (1981). Der findes også en del stop-motion-film, hvor alting er lavet med dukker og modeller.
Udenlandske stop-motion-film såsom Tim Burton & Henry Selicks The Nightmare Before Christmas (1993), Henry Selicks James og den store fersken (1996) og Tim Burton & Mike Johnsons Corpse Bride (2005) har udviklet stop-motion til et højt teknisk og kunstnerisk niveau. Danske produktioner såsom Laila Hodells Balladen om Holger Danske (1996), Per Flys Prop og Berta (2000) og Janis Cimermanis' De tre musketerer (2005) kritiseres ofte[kilde mangler] for at hænge uambitiøst fast på et niveau svarende til østeuropæiske dukkefilm fra 1950'erne.

## Klassiske stop-motion-film
- King Kong (1933)
- Sinbads syvende rejse (1958)
- Den hemmelighedsfulde ø (1961)
- The Nightmare Before Christmas (1993)
- Flugten fra Hønsegården (2000)
- Corpse Bride (2005)

## Kendte stop-motion-serier
- Walter og Trofast
- Byggemand Bob
- Frode Får
- Pingu

## Stop-motion-kunstnere
- Vladislav Starevitj
- Willis O'Brien
- Ray Harryhausen
- Henry Selick
- Nick Park
- Ivo Caprino